# 귀인 남씨
귀인 남씨(貴人 南氏, 생몰년 미상)는 조선 성종의 후궁이다.

## 생애
본관은 의령이고, 감찰(監察) 남흔(南忻)의 첫째 또는 셋째 딸이며, 어머니 전주 이씨는 효령대군의 증손녀이다.
아버지 남흔이 아내인 이씨의 증조부 효령대군의 첩 매화(梅花)와 간통하다 발각되어 외방에 부처되었다. 언제 성종의 후궁이 되었는지는 명확하지 않으나,  것은 1480년(성종 11년)에서 1490년(성종 21년) 사이로 최초 봉작은 숙의(淑儀)였다.
성종 사후에는 대비의 이어소에 있으면서 연산군과 간음하였다. 1506년(연산군 12년) 연산군과의 간음에 대한 기사에는 숙의(淑儀)로 기록되어 있다.
이후 중종 연간에 귀인이 된 것으로 보인다. 1527년(중종 22년)에 사헌부의 탄핵을 받았다.
 
사헌부가 상소하기를,
“선왕(성종)의 후궁을 융숭하게 대우하고 자전(慈殿, 정현왕후)을 받들어 모심은
이것이 진실로 지극한 성효(聖孝)이십니다.
그러나 남귀인(南貴人) 같은 이는 간사스러워 은총이 있는 곳이면 번번이 따라 붙어
은밀히 사주(使嗾)해서 성세(聲勢)를 조장하니,
어찌 궁중에 오래 거처하게 하여 가정(家政)을 어지럽힐 수 있겠습니까?”
(중략)
남귀인(南貴人)은 선왕의 후궁이므로 돌아갈 곳이 있다.
그러나 자전을 받듦으로 하여 여기에 있는 것이다.
여론(輿論)이 이러하다면 반드시 스스로 처신할 것이다.”— 《중종실록》 중종 59권,
중종 22년(1527년 명 가정(嘉靖) 6년) 5월 18일(갑오)

월산대군의 며느리이며 장경왕후의 언니인 파평현부인 윤씨와 모녀 사이처럼 막역하게 지냈다. 장경왕후의 딸인 효혜공주가 어려서 어머니를 잃자 윤씨와 함께 딸처럼 양육하였고, 효혜공주가 딸 선옥(善玉)을 낳고 산후병으로 죽자 윤씨와 함께 선옥을 돌보며 효혜공주의 재산을 보관하였다. 임종에 앞서 파평현부인에게 효혜공주의 재산을 넘겨주며 효혜공주의 딸 선옥이 장성하면 돌려주라고 하였다.
파평현부인 또한 임종하면서 효혜공주의 재산을 본인의 아들인 계림군과 나머지 며느리들에게 분배하였는데, 이때 재산분배의 불만을 품은 파평현부인의 며느리들이 문정왕후에게 하소연 하였고, 문정왕후는 계림군을 불러 질책하였다. 계림군은 문정왕후의 미움을 받아 을사사화에 연루되어 처형되었다.
효혜공주가 사망한 해가 1531년이고, 파평현부인이 1536년에 사망했으므로 귀인 남씨는 1531년에서 1536년 사이에 사망한 것으로 보인다.

## 가족 관계
| - 조부 : 남윤(南倫) - 조모 : 교하 노씨(交河 盧氏) - 노물재의 딸이자 노사신의 누이이며 소헌왕후의 조카 - 아버지 : 남흔(南炘, 1451 ~ 1492) - 외조부 : 춘양군(春陽君) 이내(李徠, 1434 ~ ? ) - 효령대군의 손자이자 보성군의 3남 - 외조모 : 안동 권씨(安東 權氏) - 어머니 : 전주 이씨(全州 李氏) - 언니 : 윤승세(尹承世)와 혼인 - 조카 : 영원위(鈴原尉) 윤내(尹鼐) - 성종의 9녀 경휘옹주와 혼인 - 언니 : 김상(金祥)과 혼인 - 남동생 : 남조원(南調元) - 남동생 : 남응원(南應元) - 남동생 : 의천위(宜川尉) 남섭원(南燮元) - 성종의 10녀 휘정옹주와 혼인 - 숙부 : 남경(南憬) - 숙모 : 거창 신씨(居昌 慎氏) - 신승선의 딸, 폐비 신씨의 언니 - 사촌 : 의성위(宜城尉) 남치원(南致元) - 성종의 5녀 경순옹주와 혼인 | - 남편 : 성종(成宗, 1457 ~ 1494) |

### 주해
1. ↑  《의령남씨족보》에 남흔(南炘)의 첫째 딸이 성종의 후궁이라고 기록되어 있으나 《선원록》에 기록된 외조부 춘양군 이래(李徠)의 족보에는 셋째 딸로 되어 있다.